# Yan Yikuan
Yan Kuan (chino simple: 严宽, chino tradicional: 嚴寬, pinyin: Yán Kuān), también conocido como Yan Yikuan, es un actor y cantante chino.

## Biografía
En el 2001 se graduó del departamento de actuación del "Shanghai Theatre Academy".
Comenzó a salir con la actriz Du Ruoxi (más conocida como Sunny Du), la pareja se comprometió y después de cinco años se casó el 22 de marzo del 2014 en Bali, Indonesia, en enero del 2018 la pareja anunció que estaban esperando a su primera hija, a quien le dieron la bienvenida en junio del mismo año.

## Carrera
Es miembro de la agencia "Yan Kuan Studio".
En 2005 se unió al elenco de la serie The Prince of Qin, Li Shimin donde interpretó a Li Jiancheng, el primer príncipe heredero de la dinastía Tang de China.
Ese mismo año interpretó a Zhu Yuanzhang, el primer emperador y fundador de la dinastía Ming de China en la serie Wu Dang.
También dio vida a Li Jiancheng, el primer príncipe heredero de la dinastía china de Tang en la serie The Prince of Qin, Li Shimin.		
En el 2008 se unió al elenco principal de la serie The Last Princess donde interpretó a Fang Tianyuun enemigo de la familia imperial que luego de rescatar a la Princesa Yunxiang (Huo Siyan) se enamora de ella y hace todo lo posible por alejarla de Wen Liangyu (Sammul Chan) incluso conspira para matar a Liangyu.
En 2011 se unió al elenco de la serie All Men Are Brothers donde dio vida a Yan Qing, uno de los espíritus celestiales y héroes de Liangshan.
El 30 de septiembre del mismo año se unió al elenco principal de la serie The Glamorous Imperial Concubine donde interpretó a Meng Qiyou, el Príncipe de Shu, un joven que creció creyendo que su madre nunca lo había amado y que su padre había preferido que su hermano menor ascendiera al trono y que termina envuelto en una lucha por el poder entre su padre, el rey y la madre Reina, hasta el final de la serie el 20 de octubre del mismo año.
El 14 de enero del 2013 se unió al elenco principal de la serie Heroes in Sui and Tang Dynastiesdonde interpretó a Qin Shubao, un general chino que vivió en la dinastía Tang de China, hasta el final de la serie el 6 de febrero del mismo año.
El 31 de julio del 2014 apareció en la película The White Haired Witch of Lunar Kingdom donde dio vida a Hong Taiji, el primer emperador de la dinastía Qing.
Ese mismo año realizó una aparición especial en la The Romance of the Condor Heroes donde interpretó a Wang Chongyang, un taoísta chino y uno de los fundadores de la Escuela Quanzhen en el siglo XII durante la dinastía Jin.
En el 2015 dio vida a Emperador Xuanzong dinastía Tang de China en la serie Legend of the Seaways.
El 17 de febrero del 2016 se unió al elenco de la serie The Three Heroes and Five Gallants donde intrpretó a Zhan Zhao, un virtuoso caballero andante con increíbles habilidades en artes marciales, que a menudo ayuda al prefecto Bao Zheng (Liang Guanhua) a defender la justicia.
En abril del mismo año se unió al elenco principal de la serie God of War, Zhao Yun donde dio vida a Liu Bei, un poderoso jefe militar y emperador de Shu durante la época de los Tres Reinos de China.
Ese mismo año se unió al elenco recurrente de la serie Ice Fantasy donde interpretó a Yuan Ji, un ser invencible y supremo de la Tribu "Ice Flame" y el responsable de crear el caos que se produjo en el Mundo Inmortal, que llevó a la muerte del Príncipe Xin Jue (Jiang Chao) y el conflicto entre los Príncipes Ka Suo (Feng Shaofeng) y Ying Kong Shi (Ma Tianyu).
En septiembre del mismo año se unió al elenco principal de la película animada L.O.R.D: Legend of Ravaging Dynasties donde dio vida a Guishan Feng Hun, el señor de 5.º grado y el hermano mayor de Guishan Lian Quan (Fan Bingbing).
El 3 de agosto del 2017 se unió al elenco de la película Once Upon a Time donde interpretó a Qing Cang, el Rey Demonio.
El 4 de enero del 2018 se unió al elenco principal de la serie Love in Hanyuan donde dio vida a Gao Chen, hasta el final de la serie el 29 de enero del mismo año.
En el 2019 se unirá al elenco principal de la serie The Legend of Ba Qing (también conocida como "Win the World") donde interpretará al perceptivo y estratega Príncipe Heredero Ji Dan, el hijo menos favorecido del rey de Yan, que es enviado durante sus primeros años a Qin como rehén.

## Filmografía

### Series de televisión
| Año             | Título                                        | Personaje                             | Notas                          |
| --------------- | --------------------------------------------- | ------------------------------------- | ------------------------------ |
| 2022 - presente | The Justice                                   | -                                     |                                |
| 2020 - presente | Youth In War                                  | Xiao Yunfei                           |                                |
| 2022 - presente | The Legend of Ba Qing                         | Príncipe Heredero Ji Dan              |                                |
| 2022 - presente | Silk Road Treasure                            | Mu Tianshu                            |                                |
| 2022 - presente | Love and Passion                              | Yuan Tingshen                         |                                |
| 2022 - presente | Maritime Silk Road                            | Li Longji, Emperador Xuanzong de Tang |                                |
| 2021 - presente | Faith Makes Great                             | Líder de Equipo                       | historia: "Wo De Wu Lan Mu Qi" |
| 2019            | The Eyas                                      | Kong Xin                              | 36 episodios                   |
| 2019            | Kunpeng and Butterfly                         | Zhuang Zhou                           | 40 episodios                   |
| 2018            | The Legend of Jasmine                         | Duo Ergun                             |                                |
| 2018            | Love in Hanyuan                               | Gao Chen                              | 46 episodios                   |
| 2016            | The Legend of Flying Daggers                  | Li Xunhuan                            |                                |
| 2016            | Ares Ensanguined Youth                        | Zhuang Zian                           |                                |
| 2016            | Ice Fantasy                                   | Yuan Ji                               |                                |
| 2016            | God of War, Zhao Yun                          | Liu Bei                               |                                |
| 2016            | The Three Heroes and Five Gallants            | Zhan Zhao                             | 44 episodios                   |
| 2016            | Treasure Raider                               | Xiao Shi Yi Lang                      |                                |
| 2016            | Sisters                                       | Cha Zhacha                            |                                |
| 2015            | Legend of the Seaways                         | Emperador Xuanzong                    |                                |
| 2014            | The Romance of the Condor Heroes              | Wang Chongyang                        | (aparición especial)           |
| 2014            | God of War                                    | Qin Jinwen                            |                                |
| 2014            | Dating Hunter                                 | Gu Yi                                 | (cameo)                        |
| 2014            | Modern Father                                 | Yuan Dong                             |                                |
| 2013            | 春天的绞刑架                                  | Du Kurong                             |                                |
| 2013            | Longmen Express                               | Shangguan Jingyu                      | (cameo)                        |
| 2013            | Blood Oath                                    | Ao Zi                                 | (cameo)                        |
| 2013            | Girlfriend's Lover                            | Li Qiuyang                            |                                |
| 2013            | Love Love                                     | Jiang Haotian                         |                                |
| 2013            | Heroes in Sui and Tang Dynasties              | Qin Shubao                            | 62 episodios                   |
| 2012            | Mazu                                          | Wu Zonglun                            |                                |
| 2012            | Mystery of the Blue Butterfly                 | Zhuo Lixuan                           | (cameo)                        |
| 2012            | Lord of Legal Advisors                        | Emperador                             | (cameo)                        |
| 2012            | 铁血男儿夏明翰                                | Xia Minghan                           |                                |
| 2012            | Happiness By Your Side                        | Yang Qing                             |                                |
| 2012            | 媳妇是怎样炼成的                              | Tang Lei                              |                                |
| 2011            | The Glamorous Imperial Concubine              | Meng Qiyou                            | 42 episodios                   |
| 2011            | 大唐儒将开漳圣王                              | Chen Yuanguang                        |                                |
| 2011            | Palace                                        | Lin Feifan                            | (cameo)                        |
| 2011            | All Men Are Brothers                          | Yan Qing                              |                                |
| 2010            | 生死迷局                                      | Wu Fei                                |                                |
| 2010            | The Legend of Crazy Monk                      | Sheng De                              |                                |
| 2010            | Beauty's Rival in Palace                      | Liu Shaokang                          | (aparición especial)           |
| 2010            | Ghost Catcher - Legend of Beauty Zhongkui     | Du Ping                               |                                |
| 2010            | Indanthrene                                   | Li Zhaocun                            |                                |
| 2010            | 烽火长城                                      | Xiao Yunfei                           |                                |
| 2009            | Love in Trouble Time                          | Qiu Zheng                             |                                |
| 2009            | 冷枪                                          | Xiang Jianfeng                        |                                |
| 2009            | 大案组                                        | Sha Cheng                             |                                |
| 2009            | 犯罪启示录                                    | Lee Dalin                             |                                |
| 2008            | The Last Princess                             | Fang Tianyu                           |                                |
| 2008            | Bicheonmu                                     | Liu Zhangyu                           | (aparición especial)           |
| 2007            | Big Shot                                      | Qin Ge                                |                                |
| 2007            | Good Morning Shanghai                         | Wang Mingwei                          |                                |
| 2007            | Liaozhai 2                                    | E Zichuan                             |                                |
| 2007            | Loving Insurance                              | Huang Jianyuan                        |                                |
| 2007            | Justice Department                            | Yu Huanchun                           |                                |
| 2007            | The Legend of Lu Xiaofeng                     | Ye Gucheng                            |                                |
| 2006            | 春天后母心                                    | Huzi                                  | (cameo)                        |
| 2006            | The Life and Death Love                       | Tao Jin                               |                                |
| 2006            | Golden Years                                  | Fang Guowei                           |                                |
| 2005            | 六女当铺                                      | Qin Chi                               |                                |
| 2005            | Wind Warrior                                  | Yan Kuan                              |                                |
| 2005            | Young People of Border Town                   | Liu Yushu                             |                                |
| 2005            | Wu Dang                                       | Zhu Yuanzhang                         |                                |
| 2005            | The Prince of Qin, Li Shimin                  | Li Jiancheng                          |                                |
| 2004            | 起跑天堂                                      | Wen Cheng                             |                                |
| 2003            | The Ming Dynasty                              | Emperador Zhengtong                   |                                |
| 2003            | 梦里花开                                      | Lin Hui                               |                                |
| 2002            | 秋潮向晚天                                    | Zhuang Zili                           |                                |
| 2002            | Taiji Prodigy                                 | Yi Jifeng                             |                                |
| 2002            | Chasing Dream                                 | Sun Benli                             |                                |
| 2001            | Two People Is Better Than Being Alone         | Wang Dong                             |                                |
| 2000            | 奇人奇案                                      | Ye Yushu                              |                                |
| 2000            | 碧血情仇                                      | Kuang Xianneng                        |                                |
| 2000            | Love Web                                      | Bi Chenggong                          |                                |
| 1999            | The Blessed Family and The Sun, Moon and star | Liu Dehua                             | (cameo)                        |
| 1999            | Love Letter                                   | Jin Pengcheng                         |                                |

### Películas
| Año  | Título                                         | Personaje        | Notas                                                                                          |
| ---- | ---------------------------------------------- | ---------------- | ---------------------------------------------------------------------------------------------- |
| 2019 | Whisper of Silent Body                         | -                | junto a Dai Si, Du Juan, Geng Le y Shao-Wen Hao                                                |
| 2017 | Once Upon a Time                               | Qing Cang        | junto a Liu Yifei, Yang Yang, Luo Jin, Li Chun y Chen Xingxu                                   |
| 2017 | The Chinese Widow                              | Jefe de la Aldea | junto a Liu Yifei, Emile Hirsch, Li Fangcong, Yu Shaoqun, Tsukagoshi Hirotaka y Vincent Riotta |
| 2016 | L.O.R.D: Legend of Ravaging Dynasties          | Guishan Feng Hun | junto a Fan Bingbing, Kris Wu, Chen Xuedong, Lin Yun, Roy Wang y William Chan                  |
| 2015 | The White Haired Witch of Lunar Kingdom        | Hong Taiji       | junto a Fan Bingbing, Huang Xiaoming, Vincent Zhao, Wang Xuebing y Ni Dahong                   |
| 2014 | Forever Young                                  | Zhang Wu         | junto a Pan Yueming, Lu Yulai, Qin Hao, Zhang Xiaochen, Swan Wen, Liu Zi y Du Haitao           |
| 2010 | The Love of Three Smile Scholar and the Beauty | Estudiante       | (cameo)                                                                                        |
| 2007 | Momentary Beauty                               | Du Peng          |                                                                                                |
| 2004 | Fairy Tale in Beijing                          | Liu Xiaofeng     |                                                                                                |

### Apariciones en programas
| Año  | Programa   | Notas                  |
| ---- | ---------- | ---------------------- |
| 2016 | Happy Camp | 2 episodios - invitado |
| 2016 | Ace vs Ace | (ep. #1.11) - invitado |

### Anuncios
| Año | Título                 | Notas |
| --- | ---------------------- | ----- |
| -   | Coca-cola              |       |
| -   | Kentucky Fried Chicken |       |
| -   | Dove Chocolate         |       |
| -   | Siemens Cell Phone     |       |
| -   | Dell Computer          |       |
| -   | Hao Qing Toothpaste    |       |

### Revistas / sesiones fotográficas
| Año  | Título                 | Notas                                       |
| ---- | ---------------------- | ------------------------------------------- |
| 2019 | Mode Magazine          | junto a Du Ruoxi                            |
| 2019 | Power Circles Magazine | junto a Du Ruoxi - (publicación de octubre) |
| 2019 | Once Magazine          |                                             |

## Discografía

### Álbum
| Año  | Título                                | Notas |
| ---- | ------------------------------------- | ----- |
| 2008 | "The Next Heavenly King" (下一站天王) |       |

### Singles
| Año  | Canción                                  | Álbum                                          | Notas |
| ---- | ---------------------------------------- | ---------------------------------------------- | ----- |
| 2013 | "Say I Love You Again" (再一次说爱你)    | OST de "Love Love"                             |       |
| 2013 | "The You I Love" (我爱的你)              | OST de "Love Love"                             |       |
| 2013 | "Love Love" (恋了爱了)                   | OST de "Love Love"                             |       |
| 2009 | "Falling Leaves" (落叶)                  | OST de "Qiuchao Xiang Wantian"                 |       |
| 2007 | "Rely" (依赖)                            | OST de "The Last Princess"                     |       |
| 2006 | "Only Have Love" (只有爱)                | OST de "Golden Years"                          |       |
| 2001 | "Don't Be Afraid, There's Me" (别怕有我) | OST de "Two People Is Better Than Being Alone" |       |
| 2000 | "Waiting for Love" (等爱)                | OST de "Qiren Qi'an"                           |       |

## Premios y nominaciones
| Año  | Categoría                              | Premio                                 | Series               | Resultado |
| ---- | -------------------------------------- | -------------------------------------- | -------------------- | --------- |
| 2017 | Best Actor (Ancient Drama)             | Huading Award                          | Treasure Raiders     | Nominado  |
| 2016 | Most Popular Couple (junto a Sunny Du) | China TV Drama Award                   | Sisters              | Ganaron   |
| 2016 | Most Popular Actor                     | New Zealand Asia Pacific Film Festival | -                    | Ganó      |
| 2013 | Most Popular Couple (junto a Sunny Du) | China TV Drama Award                   | Girlfriend's Lover   | Ganaron   |
| 2011 | Best Supporting Actor                  | China TV Drama Award                   | All Men Are Brothers | Nominado  |
| 2011 | Acting Idol Award                      | China TV Drama Award                   | -                    | Ganó      |